# Домбрувка (Паєнчанський повіт)
Домбрувка (пол. Dąbrówka) — село в Польщі, у гміні Сульмежиці Паєнчанського повіту Лодзинського воєводства.
Населення — 107 осіб (2011).
У 1975-1998 роках село належало до Пйотрковського воєводства.

## Демографія
Демографічна структура станом на 31 березня 2011 року:
|          | Загалом | Допрацездатний вік | Працездатний вік | Постпрацездатний вік |
| -------- | ------- | ------------------ | ---------------- | -------------------- |
| Чоловіки | 50      | 14                 | 33               | 3                    |
| Жінки    | 57      | 14                 | 30               | 13                   |
| Разом    | 107     | 28                 | 63               | 16                   |